# Membranipora lingdingensis
Membranipora lingdingensis är en mossdjursart som beskrevs av Liu och Li 1987. Membranipora lingdingensis ingår i släktet Membranipora och familjen Membraniporidae. Inga underarter finns listade i Catalogue of Life.